# Norbert Bézard
Pour les articles homonymes, voir Bézard.
Norbert Bézard est un militant fasciste, syndicaliste et politique de la Sarthe, né le 7 juin 1896 à Loué et mort à Paris le 19 juin 1956.
Norbert Bézard a collaboré avec Le Corbusier à un projet de « ferme radieuse et village coopératif » (1934). Le projet devait se situer dans le village de Piacé où il résidait à l'époque. Proche de Philippe Lamour et Pierre Winter, membre du mouvement Le Faisceau, il a écrit dans les années 1930 des articles dans les revues Plans, Prélude et L'Homme réel, inspirés notamment de la pensée de Hubert Lagardelle et du fascisme italien.
Norbert Bézard fut à la fin de son existence céramiste et peintre.